# Navjot S. Sodhi
Navjot Singh Sodhi (Panjabi ਨਵਜੋਤ ਸਿੰਘ ਸੋਢੀ; * 18. März 1962 in Nabha, Indien; † 12. Juni 2011) war ein indischer Naturschutzbiologe, der sich vornehmlich der Ökologie und dem Naturschutz in Südostasien widmete.

## Leben
Sodhi erwarb sowohl den Bachelor- als auch den Master-Abschluss in Zoologie an der Panjab University. 1991 wurde er mit der Dissertation Foraging ecology of urban-breeding merlins, Falco columbarius an der University of Saskatchewan in Saskatoon, Kanada, wo er als Feldornithologe ausgebildet wurde, zum Ph.D. in Biologie promoviert.
Sodhi verbrachte die folgenden vier Jahre als Postdoktorand an der University of Alberta und anschließend am National Institute for Environmental Studies (NIES:国立環境研究所, Kokuritsu-Kankyō kenkyūsho) in Japan. 1995 kam er als Assistenzprofessor an die Abteilung für Biowissenschaften der National University of Singapore. Im Jahr 2001 wurde er zum außerordentlichen Professor ernannt und 2007 wurde er Professor für Naturschutzökologie.
Sodhi hatte 2002 ein Charles Bullard Fellowship in forstwissenschaftlicher Forschung an der Harvard University und war im Zeitraum 2008 bis 2009 Stipendiat am Sarah-and-Daniel-Hardy-Lehrstuhl in Naturschutzbiologie.
Von 1995 bis zu seinem Tod erforschte Sodhi die Auswirkungen menschlicher Aktivitäten auf die biologische Vielfalt in Südostasien. In Zusammenarbeit mit seinem Team erhob er bedeutende empirische Daten an mehreren Standorten, die sich über ein Spektrum von Tiefland bis Hochland und durch verschiedene Landschaftsformen  in den relativ wenig erforschten tropischen Regionen Südostasiens erstreckten. Diese Studienprojekte verdeutlichten die unverzichtbare Rolle tropischer Primärwälder für den Erhalt der Artenvielfalt. Des Weiteren widmete sich Sodhi den Prozessen, die dem Rückgang tropischer Arten zugrunde liegen. In einer seiner bedeutendsten Arbeiten präsentierte er umfassende Belege für die Korrelation zwischen dem Artensterben und der Abholzung von Wäldern in Singapur.
Navjot Sodhi hat im Jahr 2010 in Kooperation mit dem US-amerikanischen Biologen Paul R. Ehrlich von der Stanford University das Werk Conservation Biology for All herausgegeben. Dieses Buch umfasst eine bedeutende Sammlung von Artikeln, die von renommierten Ökologen verfasst wurden, um die Erkenntnisse der Naturschutzwissenschaft einer breiten Öffentlichkeit zugänglich zu machen. Sodhi setzte sich erfolgreich dafür ein, dass eine kostenlose Online-Version des Buches (als PDF) bereitgestellt wurde.
Sodhi hat über 120 wissenschaftliche Arbeiten in internationalen, peer-reviewed Zeitschriften veröffentlicht. Er war Redakteur und/oder Redaktionsmitglied vieler internationaler Naturschutzzeitschriften, darunter Animal Conservation (2006–2010), Biological Conservation (2008–2011), Conservation Biology (2003–2010), Biotropica (2006–2008) und Environmental Conservation (2011).
Sodhi hatte sechs Bücher geschrieben und herausgegeben, von denen eines die südostasiatische Biodiversitätskrise beleuchtete  und ein anderes, welches sich auf Themen der tropischen Naturschutzbiologie konzentrierte.  2013 erschien posthum seine Schrift Conservation Biology: Lessons from the Tropics, die in Zusammenarbeit von Peter H. Raven vom Missouri Botanical Garden herausgeben wurde.
In seiner akademischen Karriere hatte Sodhi 17 Doktoranden und eine ebenso hohe Anzahl von Forschungsprojekten von Studenten betreut.
Sodhi war an den Erstbeschreibungen der Schwebfliegenarten Paragus ambalaensis Sodhi & Singh, 1991, Merodon brunetti Sodhi & Singh, 1991, Spheginobaccha christiani Sodhi & Singh, 1991 und Eristalis yamunanagarensis Singh, Sodhi & Gupta, 1986 beteiligt.
Sodhi starb am 12. Juni 2011 im Alter von 47 Jahren an Lymphdrüsenkrebs. Er war verheiratet und hatte zwei Kinder.

## Dedikationsnamen
Nach Sodhi sind der Sulawesischnäpper (Muscicapa sodhii), die Karpfenfischart Puntigrus navjotsodhii aus Borneo, die Krebstiergattung Sodhiana sowie die Froschart Platymantis navjoti von den Philippinen benannt.